# ISU Grand Prix w łyżwiarstwie figurowym 2009/2010
ISU Grand Prix w łyżwiarstwie figurowym 2009/2010 – 15. edycja zawodów w łyżwiarstwie figurowym. Zawodnicy podczas sezonu wystąpili w siedmiu zawodach cyklu rozgrywek. Rywalizacja rozpoczęła się w Paryżu 15 października, a zakończyła w Tokio finałem Grand Prix, który odbył się w dniach 3–6 grudnia 2009 roku.

## Kalendarium zawodów
| Lp. | Data                               | Miejsce     | Zawody                     | Źr. |
| --- | ---------------------------------- | ----------- | -------------------------- | --- |
| 1   | 15–18 października 2009            | Paryż       | Trophée Eric Bompard       |     |
| 2   | 22–25 października 2009            | Moskwa      | Rostelecom Cup             |     |
| 3   | 29 października – 1 listopada 2009 | Pekin       | Cup of China               |     |
| 4   | 5–8 listopada 2009                 | Nagano      | NHK Trophy                 |     |
| 5   | 12–15 listopada 2009               | Lake Placid | Skate America              |     |
| 6   | 19–22 listopada 2009               | Kitchener   | Skate Canada International |     |
| 7   | 3–6 grudnia 2009                   | Tokio       | Finał Grand Prix           |     |

## Medaliści

### Soliści
| Zawody                     | 1. miejsce            | 2. miejsce        | 3. miejsce       | Źr.   |
| -------------------------- | --------------------- | ----------------- | ---------------- | ----- |
| Trophée Eric Bompard       | Nobunari Oda          | Tomáš Verner      | Adam Rippon      | [ 1 ] |
| Rostelecom Cup             | Jewgienij Pluszczenko | Takahiko Kozuka   | Artiom Borodulin | [ 2 ] |
| Cup of China               | Nobunari Oda          | Evan Lysacek      | Siergiej Woronow | [ 3 ] |
| NHK Trophy                 | Brian Joubert         | Johnny Weir       | Michal Březina   | [ 4 ] |
| Skate America              | Evan Lysacek          | Shawn Sawyer      | Ryan Bradley     | [ 5 ] |
| Skate Canada International | Jeremy Abbott         | Daisuke Takahashi | Alban Préaubert  | [ 6 ] |
| Finał Grand Prix           | Evan Lysacek          | Nobunari Oda      | Johnny Weir      | [ 7 ] |

### Solistki
| Zawody                     | 1. miejsce       | 2. miejsce    | 3. miejsce       | Źr.    |
| -------------------------- | ---------------- | ------------- | ---------------- | ------ |
| Trophée Eric Bompard       | Kim Yu-na        | Mao Asada     | Yukari Nakano    | [ 8 ]  |
| Rostelecom Cup             | Miki Andō        | Ashley Wagner | Alona Leonowa    | [ 9 ]  |
| Cup of China               | Akiko Suzuki     | Kiira Korpi   | Joannie Rochette | [ 10 ] |
| NHK Trophy                 | Miki Andō        | Alona Leonowa | Ashley Wagner    | [ 11 ] |
| Skate America              | Kim Yu-na        | Rachael Flatt | Júlia Sebestyén  | [ 12 ] |
| Skate Canada International | Joannie Rochette | Alissa Czisny | Laura Lepistö    | [ 13 ] |
| Finał Grand Prix           | Kim Yu-na        | Miki Andō     | Akiko Suzuki     | [ 14 ] |

### Pary sportowe
| Zawody                     | 1. miejsce                         | 2. miejsce                            | 3. miejsce                            | Źr.    |
| -------------------------- | ---------------------------------- | ------------------------------------- | ------------------------------------- | ------ |
| Trophée Eric Bompard       | Marija Muchortowa / Maksim Trańkow | Jessica Dubé / Bryce Davison          | Alona Sawczenko / Robin Szolkowy      | [ 15 ] |
| Rostelecom Cup             | Pang Qing / Tong Jian              | Yūko Kawaguchi / Aleksandr Smirnow    | Keauna McLaughlin / Rockne Brubaker   | [ 16 ] |
| Cup of China               | Shen Xue / Zhao Hongbo             | Zhang Dan / Zhang Hao                 | Tetiana Wołosożar / Stanisław Morozow | [ 17 ] |
| NHK Trophy                 | Pang Qing / Tong Jian              | Yūko Kawaguchi / Aleksandr Smirnow    | Rena Inoue / John Baldwin             | [ 18 ] |
| Skate America              | Shen Xue / Zhao Hongbo             | Tetiana Wołosożar / Stanisław Morozow | Zhang Dan / Zhang Hao                 | [ 19 ] |
| Skate Canada International | Alona Sawczenko / Robin Szolkowy   | Marija Muchortowa / Maksim Trańkow    | Jessica Dubé / Bryce Davison          | [ 20 ] |
| Finał Grand Prix           | Shen Xue / Zhao Hongbo             | Pang Qing / Tong Jian                 | Alona Sawczenko / Robin Szolkowy      | [ 21 ] |

### Pary taneczne
| Zawody                     | 1. miejsce                      | 2. miejsce                         | 3. miejsce                         | Źr.    |
| -------------------------- | ------------------------------- | ---------------------------------- | ---------------------------------- | ------ |
| Trophée Eric Bompard       | Tessa Virtue / Scott Moir       | Nathalie Péchalat / Fabian Bourzat | Sinead Kerr / John Kerr            | [ 22 ] |
| Rostelecom Cup             | Meryl Davis / Charlie White     | Anna Cappellini / Luca Lanotte     | Jekatierina Rublewa / Iwan Szefier | [ 23 ] |
| Cup of China               | Tanith Belbin / Benjamin Agosto | Jana Chochłowa / Siergiej Nowicki  | Federica Faiella / Massimo Scali   | [ 24 ] |
| NHK Trophy                 | Meryl Davis / Charlie White     | Sinead Kerr / John Kerr            | Vanessa Crone / Paul Poirier       | [ 25 ] |
| Skate America              | Tanith Belbin / Benjamin Agosto | Anna Cappellini / Luca Lanotte     | Alaksandra Zarecka / Raman Zarecki | [ 26 ] |
| Skate Canada International | Tessa Virtue / Scott Moir       | Nathalie Péchalat / Fabian Bourzat | Kaitlyn Weaver / Andrew Poje       | [ 27 ] |
| Finał Grand Prix           | Meryl Davis / Charlie White     | Tessa Virtue / Scott Moir          | Nathalie Péchalat / Fabian Bourzat | [ 28 ] |

## Klasyfikacje punktowe
| Miejsce w zawodach | Liczba punktów                 | Liczba punktów |
| Miejsce w zawodach | Soliści Solistki Pary taneczne | Pary sportowe  |
| ------------------ | ------------------------------ | -------------- |
| 1.                 | 15                             | 15             |
| 2.                 | 13                             | 13             |
| 3.                 | 11                             | 11             |
| 4.                 | 9                              | 9              |
| 5.                 | 7                              | 7              |
| 6.                 | 5                              | 5              |
| 7.                 | 4                              | —              |
| 8.                 | 3                              | —              |

Awans do finału Grand Prix zdobywa 6 najlepszych zawodników/par w każdej z konkurencji.
| Poz.                                           | Zawodnik                                       | Punkty                                         |
| Miejsca 1–6: kwalifikacja do Finału Grand Prix | Miejsca 1–6: kwalifikacja do Finału Grand Prix | Miejsca 1–6: kwalifikacja do Finału Grand Prix |
| ---------------------------------------------- | ---------------------------------------------- | ---------------------------------------------- |
| 1                                              | Nobunari Oda                                   | 30                                             |
| 2                                              | Evan Lysacek                                   | 28                                             |
| 3                                              | Brian Joubert                                  | 24                                             |
| 4                                              | Jeremy Abbott                                  | 22                                             |
| 5                                              | Daisuke Takahashi                              | 22                                             |
| 6                                              | Johnny Weir                                    | 22                                             |
| Miejsca 7–9: rezerwa do Finału Grand Prix      |                                                |                                                |
| 7                                              | Tomáš Verner                                   | 20                                             |
| 8                                              | Michal Březina                                 | 20                                             |
| 9                                              | Takahiko Kozuka                                | 17                                             |

| Poz.                                           | Zawodniczka                                    | Punkty                                         |
| Miejsca 1–6: kwalifikacja do Finału Grand Prix | Miejsca 1–6: kwalifikacja do Finału Grand Prix | Miejsca 1–6: kwalifikacja do Finału Grand Prix |
| ---------------------------------------------- | ---------------------------------------------- | ---------------------------------------------- |
| 1                                              | Kim Yu-na                                      | 30                                             |
| 2                                              | Miki Andō                                      | 30                                             |
| 3                                              | Joannie Rochette                               | 26                                             |
| 4                                              | Alona Leonowa                                  | 24                                             |
| 5                                              | Ashley Wagner                                  | 24                                             |
| 6                                              | Akiko Suzuki                                   | 22                                             |
| Miejsca 7–9: rezerwa do Finału Grand Prix      |                                                |                                                |
| 7                                              | Rachael Flatt                                  | 22                                             |
| 8                                              | Alissa Czisny                                  | 22                                             |
| 9                                              | Mao Asada                                      | 20                                             |

| Poz.                                           | Zawodnicy                                      | Punkty                                         |
| Miejsca 1–6: kwalifikacja do Finału Grand Prix | Miejsca 1–6: kwalifikacja do Finału Grand Prix | Miejsca 1–6: kwalifikacja do Finału Grand Prix |
| ---------------------------------------------- | ---------------------------------------------- | ---------------------------------------------- |
| 1                                              | Shen Xue / Zhao Hongbo                         | 30                                             |
| 2                                              | Pang Qing / Tong Jian                          | 30                                             |
| 3                                              | Marija Muchortowa / Maksim Trańkow             | 28                                             |
| 4                                              | Alona Sawczenko / Robin Szolkowy               | 26                                             |
| 5                                              | Yūko Kawaguchi / Aleksandr Smirnow             | 26                                             |
| 6                                              | Zhang Dan / Zhang Hao                          | 24                                             |
| Miejsca 7–9: rezerwa do Finału Grand Prix      |                                                |                                                |
| 7                                              | Jessica Dubé / Bryce Davison                   | 24                                             |
| 8                                              | Tetiana Wołosożar / Stanisław Morozow          | 24                                             |
| 9                                              | Keauna McLaughlin / Rockne Brubaker            | 20                                             |

| Poz.                                           | Zawodnicy                                      | Punkty                                         |
| Miejsca 1–6: kwalifikacja do Finału Grand Prix | Miejsca 1–6: kwalifikacja do Finału Grand Prix | Miejsca 1–6: kwalifikacja do Finału Grand Prix |
| ---------------------------------------------- | ---------------------------------------------- | ---------------------------------------------- |
| 1                                              | Meryl Davis / Charlie White                    | 30                                             |
| 2                                              | Tessa Virtue / Scott Moir                      | 30                                             |
| 3                                              | Tanith Belbin / Benjamin Agosto                | 30                                             |
| 4                                              | Nathalie Péchalat / Fabian Bourzat             | 26                                             |
| 5                                              | Anna Cappellini / Luca Lanotte                 | 26                                             |
| 6                                              | Sinead Kerr / John Kerr                        | 24                                             |
| Miejsca 7–9: rezerwa do Finału Grand Prix      |                                                |                                                |
| 7                                              | Jana Chochłowa / Siergiej Nowicki              | 22                                             |
| 8                                              | Vanessa Crone / Paul Poirier                   | 20                                             |
| 9                                              | Alaksandra Zarecka / Raman Zarecki             | 18                                             |